# Classe Nautilus (sommergibile 1911)
La classe Nautilus era una classe di sommergibili della Regia Marina costruiti in 2 esemplari. Progettati dal maggiore C. Bernardis nel 1910 costituirono i prototipi della futura classe N.

## Unità

### Nautilus
Impostato il 1º agosto 1911, varato il 25 aprile 1913, venne consegnato il 9 settembre 1913. Venne radiato il 31 luglio 1919.

### Nereide
Impostato il 1º agosto 1911, varato il 12/07/1913, venne consegnato il 20/12/1913. Partecipò alla prima guerra mondiale, venendo affondato dal sommergibile austriaco U-5 al largo di Pelagosa il 5 agosto 1915. Venne radiato il 25 agosto 1915.